# Oltenești
Oltenești est une commune roumaine située dans le județ de Vaslui.